# Patrick Sarfati
Patrick Sarfati est un photographe français, né en 1958 à Carthage.

## Biographie
Né en Tunisie indépendante, Patrick Sarfati est le fils d'un père négociant en tissu et d'une mère professeure de dessin industriel. Issu d'une famille juive très intégrée localement, il quitte la Tunisie à la suite de la crise de Bizerte. Patrick Sarfati arrive, âgé de trois ans, à Marseille, ville où il grandit, et témoin du divorce de ses parents. 
Décrochant le baccalauréat à l'âge de 16 ans, il intègre Sciences-Po Aix. Encore adolescent, il s'improvise deejay au club London situé sur la Corniche à Marseille. Il décide ensuite de s'inscrire au Conservatoire libre du cinéma français, par correspondance. 
Patrick Sarfati arrive à Paris en 1978. Il délaisse ses études de cinéma et se consacre à la photographie, fréquentant le milieu de la nuit, entre autres les soirées du Palace de Fabrice Emaer et ses « Gay Tea Dance » dont il illustre les cartons d'invitation. Il croise le chemin de Renaud Camus qui le présente au tout-Paris. Il rencontre Andy Warhol au moment où celui-ci acquiert un appartement parisien au 15 de la rue du Cherche-Midi. Sa première exposition se déroule à Berlin, à l'Anderes Ufer, grâce à Peter Chatel, un acteur proche de Fassbinder.
Il collabore dès 1980 à Magazine, fondée par Didier Lestrade, à Adjectif, le journal inqualifiable, publié en juin la même année, et dirigé par Patrick Zuchowicki, à la revue Masques et à Le Gai Pied.
Le thème principal de son travail est le corps humain, surtout celui masculin. Ses œuvres exposées dans le monde entier ont été reproduites dans de nombreux ouvrages et des revues tirées à peu d'exemplaires (par ex. The Manipulator, Colby & Moser, 1984-1994). Proche du monde de la mode et de l’art, il réalise également des portraits de personnalités, constituant une précieuse mémoire photographiques des années 1980-1990, période ravagée par l'épidémie de sida.
En 1983, Patrick Sarfati collabore avec Jean Paul Gaultier pour sa toute première collection intitulée « L'homme-objet avec Jean-Claude Van Damme ». Il a travaillé et posé à plusieurs reprises pour les photographes Pierre & Gilles pour lesquels il organise une de leurs premières expositions photographiques.
Le 20 janvier 2015, il est nommé chevalier dans l'Ordre des Arts et des Lettres. 
Il est le sujet d'un documentaire Un après-midi chez Patrick Sarfati du cinéaste Antony Hickling réalisé en 2023,

## Publications

### Ouvrages
- Illusions. Photographies, préface d'Edmund White, Paris, Persona, 1985  (ISBN 2903669279)  (ISBN 978-2903669270)[10]
- Athletes, Berlin, Bruno Gmünder Verlag, 1990  (ISBN 978-3924163495).
- Photorotic, New York, Pohlmann Press, 2001  (ISBN 9781890377182).
- Stadium. Le stade des marbres, textes de Jean-Louis Gaillemin et Pierre Passebon, Paris, Norma éditions, 2002  (ISBN 978-2-9092-8374-6).

## Documentaire
- Antony Hickling, Un après-midi chez Patrick Sarfati, 2023[11].